# Astragalus kudrjaschovii
Astragalus kudrjaschovii es una especie de planta del género Astragalus, de la familia de las leguminosas, orden Fabales.

## Distribución
Astragalus kudrjaschovii se distribuye por Tayikistán, Uzbekistán y Afganistán.

## Taxonomía
Fue descrita científicamente por A. S. Koroleva. Fue publicada en Fl. Tadzhikistana 5: 677 (1937).